# Martin-Pouret
Martin-Pouret est une entreprise française de l'agroalimentaire, spécialisée dans l'épicerie fine, basée à Fleury-les-Aubrais jusqu'en 2024 et désormais à Boigny-sur-Bionne, dans le département du Loiret en région Centre-Val de Loire.
La maison Martin-Pouret est fondée sous la Révolution française en 1797.
En 2019, l'entreprise, propriété de la même famille depuis sa création, est vendue à la Compagnie des Gourmets qui possède son siège social à Boulogne (Hauts-de-Seine).

## Géographie

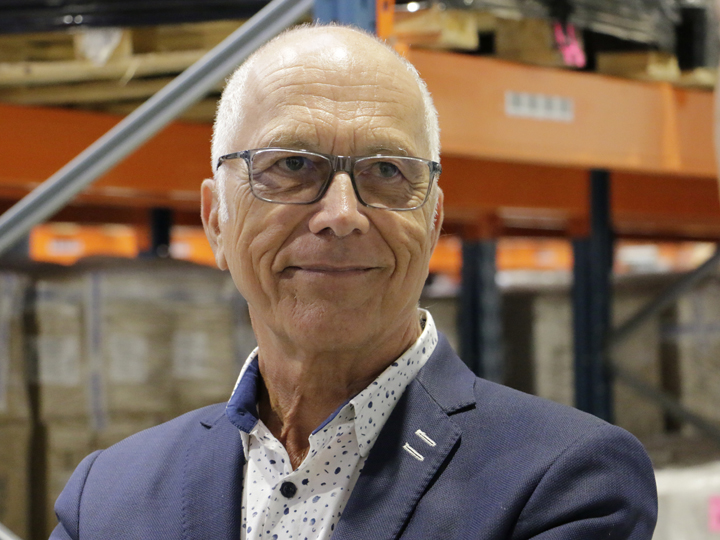
Jean-François Martin, le dernier dirigeant familial de l'entreprise.

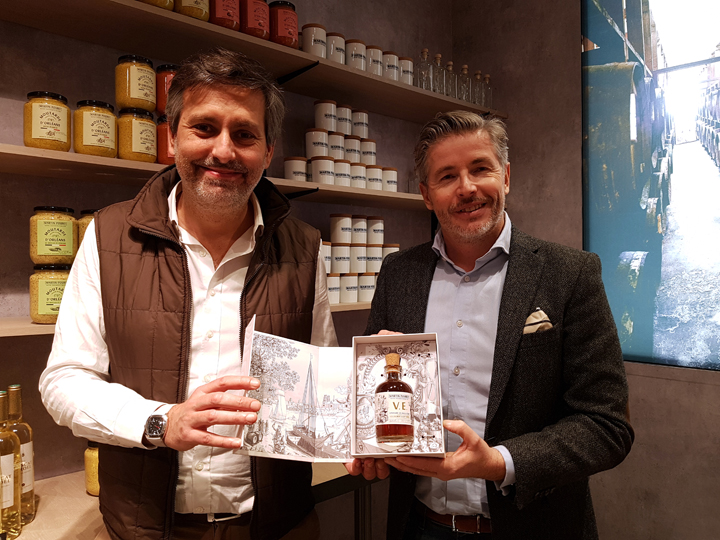
David Matheron et Paul-Olivier Claudepierre.

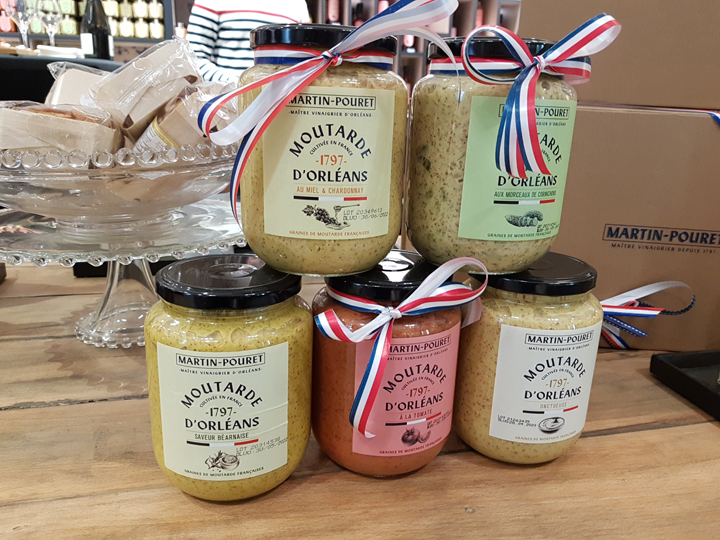
Moutarde d'Orléans Martin-Pouret.

L'usine historique Martin-Pouret était située 236 rue du Faubourg-Bannier, à Fleury-les-Aubrais, au nord d'Orléans.
L'entreprise a déménagé à Boigny-sur-Bionne, à l'est d'Orléans, en août 2024.
Une boutique spécialisée dans la vente des produits de la marque est située 11 rue Jeanne-d'Arc dans le centre-ville d'Orléans.

## Historique
Au Moyen Âge, l'activité marchande est importante sur la Loire, et les artisans d'Orléans se font une spécialité de transformer une partie des vins qui y transitent en vinaigre. C'est ainsi qu'au fil des siècles sont fondées de nombreuses vinaigreries dans la région d'Orléans, dont Martin Pouret en 1797,.
La marque ouvre une première boutique dédiée en 2016.
À l'été 2019, Jean-François Martin vend l'entreprise à la Compagnie des Gourmets  dirigée par David Matheron et Paul-Olivier Claudepierre.
En 2021, l'entreprise annonce la construction d'une nouvelle usine de 4 000 m2 dans la zone d'activités de Boigny-sur-Bionne. Le déménagement de la production vers Boigny a lieu en août 2024,,,,,,,,,,,.
La vinaigrerie est ouverte à la visite. Des ateliers culinaires y sont également organisés.

## Activités
L'entreprise produit le vinaigre selon la tradition dite du procédé d'Orléans,,.
La société s'est en outre diversifiée en produisant de la moutarde dite d'Orléans : élaborée à partir d'une recette oubliée de 1580 — date d'un édit qui définit les règles de fabrication et de lettres patentes d'Henri III qui approuve les statuts de la communauté des maîtres vinaigriers d'Orléans —, elle est ressuscitée fin 2002 par Jean-François Martin.
Elle commercialise également des cornichons, des pickles, de la mayonnaise, du ketchup.

### Filmographie
- INA, « En 1977, quand le vinaigre à l'ancienne d'Orléans était un véritable patrimoine », 1977-2017 (5 min).
- Orléans Métropole, « Jean-François Martin, 6e génération de vinaigriers à Orléans », 2016 (2 min).
- France 3, « Terroir : le savoir faire du dernier vinaigrier à l'ancienne », 2016 (6 min).
- Département du Loiret, « Du Vinaigre 100% Loiret, Martin Pouret », 2020 (2 min).
- France 3, « Les artisans de la région : le vinaigre d'Orléans avec la Maison Martin Pouret », 2021 (5 min).
- France 3, « Orléans : Martin Pouret lance le premier bar à vinaigre », 2021 (2 min).
- France 3, « La moutarde d'Orléans, un produit 100% local », 2022 (3 min).
- CIC Ouest, « "Je vous conduis" - David Matheron (Martin Pouret) », 2022 (14 min).
- Région Centre-Val de Loire, « Portrait : Paul-Olivier, co-propriétaire de la Maison Martin-Pouret », 2024 (2 min).
- France Bleu, [vidéo] Lancement du chantier de la vinaigrerie Martin Pouret sur Dailymotion (2023, 1 min).
- « Martin Pouret - Trophées des Entreprises du Loiret 2023 », 2023 (2 min).
- « Martin Pouret et le Festival du vinaigre 2023 », 2024 (2 min).
- France Télévision, « Tradition : la plus ancienne vinaigrerie de France », 2024 (6 min).
- La République du Centre, « Visite des nouveaux locaux de la vinaigrerie Martin-Pouret, à Boigny-sur-Bionne », 2024 (2 min).
- Mon courtier énergie, « L'énergie de nos clients - Martin-Pouret », 2024 (2 min).
- SEPEM Industries, « Parole d'industriels - Martin-Pouret », 2024 (5 min).
- Préfecture de la région Centre-Val de Loire et du Loiret, « France 2030 - Martin Pouret », 2024 (1 min).
- TF1, Grands Reportages, Déménagements hors normes, 2025 (52 min).